# Свобода слова в Израиле
Свобода слова в Израиле (ивр. חופש הביטוי בישראל‎) — принцип, в соответствии с котором гражданин Израиля имеет право на свободу высказывания своих мыслей.
Источником этого права стали прецедентные решения Верховного суда, основанные на принципах Декларации независимости Израиля. Право человека на свободу слова и самовыражения не закреплено в израильском законодательстве и не включено в основные законы государства. Свобода слова в Израиле получает довольно высокие оценки в рейтингах таких международных организаций, как «Freedom House» и «Репортёры без границ» (см. ниже).

## Краткая история
Как считает судья Хаим Коэн, история свободы слова Израиля уходит своими корнями в Танах и Талмуд. В еврейском праве, как и в других правовых системах, действует принцип: всё, что не запрещено законом — дозволено. Действуют, например, запреты на злословие, на неуважительные высказывания по отношению к отцу и матери, однако всё то, на что нет прямого запрета, разрешается. По его мнению, в истории древнего Израиля наиболее ярким проявлением свободы слова в позитивной форме были речи и предсказания пророков. Именно свободный дух этих предсказаний и объясняет текст Декларации независимости Израиля, где сказано, что государство «будет зиждиться на принципах свободы, справедливости и мира в соответствии с предначертаниями еврейских пророков».
14 мая 1948 года была утверждена Декларация независимости Израиля, правовая сила которой неоднократно обсуждалась Высшим судом справедливости (БАГАЦем). В 1953 году в прецедентном решении по делу «Коль ха-Ам», где речь шла о закрытии СМИ, судья Верховного суда Шимон Агранат, опираясь в своём толковании закона на Декларацию независимости, заложил основы свободы слова в израильском праве. Решение Верховного суда по делу «Коль ха-Ам» не только проложило путь защиты свободы слова, но и послужило примером для целого ряда других прецедентов в области прав человека.
В 1986 году в деле «Лаора» Верховный суд рассмотрел иск об отказе Совета по контролю над фильмами и театральными постановками разрешить постановку пьесы Ицхака Лаора. Совет отметил, что пьеса злостно исказила образ военного губернатора в Иудее и Самарии, сравнивая его правление с нацистским режимом, и что показ пьесы вызовет у зрителей чувство отвращения к ЦАХАЛу и Государству Израиль. Судья Аарон Барак постановил по этому делу, что нельзя ограничить свободу слова, если нет серьёзной угрозы нанесения тяжёлого ущерба общественному порядку.
В 1989 году в деле «Шницера» Верховный суд впервые рассмотрел иск о законности действий военной цензуры. В решении БАГАЦа по этому делу судья Аарон Барак отметил, что безопасность это не только состояние армии, но и крепость морали и приверженность демократическим принципам, среди которых свобода слова занимает важное место. Согласно судье Бараку, ограничить свободу слова можно только в том случае, когда существует твёрдая уверенность в угрозе интересам безопасности и нельзя предотвратить эту угрозу без ущерба свободе слова.
В 1989 году действие Декрета о публичных спектаклях (критика) от 1927 года было приостановлено на два года, а в 1991 году этот закон был отменён.
В августе 1991 года Израиль ратифицировал Международный пакт о гражданских и политических правах, подписанный им ещё в 1966 г.
Право человека на свободу слова и самовыражения не закреплено в израильском законодательстве и не включено в основные законы государства. В 1992 году был принят Основной закон о достоинстве и свободе человека, цель которого защищать достоинство человека и его свободу и закрепить «ценности Государства Израиль как еврейского демократического государства» в основном законе. Согласно этому закону основные права человека следует соблюдать в духе принципов, заложенных в Декларации независимости Израиля. В закон не включено выраженное в явной форме право на свободу слова.
В 2003 году была закрыта оппозиционная радиостанция «Седьмой канал». В 2006 году телеканал RTVi лишили основного источника доходов.
Поведение некоторых представителей средств массовой информации во время Второй ливанской войны в 2006 году подверглось острой критике со стороны общественности.
Комиссия Винограда рекомендовала пересмотреть методы работы военной цензуры и политику открытости ЦАХАЛа по отношению к СМИ в периоды чрезвычайного положения.
В частности, рекомендовалось пересмотреть возможности доступа репортёров к месту военных действий и ведения прямого репортажа с места событий.
Во время военной операции «Литой свинец» в конце 2008 — начале 2009 года уже действовали новые ограничения на работу прессы. Израиль понёс меньшие человеческие потери в период этой операции, однако рейтинг государства в оценках свободы прессы снизился.

## Ограничения на свободу прессы
Свобода слова не рассматривается как абсолютное право. Свобода слова и печати могут быть ограничены законами государства.
В Израиле свобода слова не является абсолютной, так как она не является единственным принципом, которым руководствуется израильская демократия. К другим основным принципам относятся человеческое достоинство, право собственности, надлежащая (беспрепятственная) судебная процедура, общественная безопасность. Когда эти принципы сталкиваются друг с другом, необходимо обеспечить баланс между ними. Баланс в первую очередь устанавливается законодателем. В случае, если законодатель воздержался от этого, баланс между свободой слова и другими принципами устанавливается судом.
Геостратегическое положение Израиля является более сложным, чем большинства других государств.
Во время Второй ливанской войны ЦАХАЛ практиковал политику открытости по отношению к СМИ, что включало свободный доступ репортёров к месту событий и прямые репортажи с линии фронта. Некоторые репортажи содержали подробные данные о направлении наступления армии и о местах падения ракет в тылу. Госконтролёр отметил в своём отчёте, что в ходе войны СМИ часто публиковали секретную информацию, что недопустимо во время военных действий. Военный корреспондент 9 канала считал, что излишняя открытость мешала армии вести военные операции. Один из авторов газеты «Глобс» высказал опасение, что репортажи давали противнику важную информацию, а военная цензура и Совет по делам прессы не сумели справиться с таким положением. Автор статьи предлагал принять закон, ограничивающий свободу прессы в случаях, когда подвергается угрозе жизнь солдат или мирного населения и мотивировал это так: «Если законодатель счёл нужным защитить достоинство человека, то почему бы ему не защитить жизнь человека?».
Деятельность СМИ в ходе Второй ливанской войны была расследована комиссией Винограда, которая опубликовала итоги этого расследования в своём отчёте в главе, посвящённой безопасности информации. «Когда национальная безопасность и свобода выражения мнений сталкиваются, безопасность государства важнее свободы выражения, так как безопасность является непременным условием осуществления всех других прав, — сказано в отчёте, — однако ввиду огромного значения свободы выражения следует сократить до минимума её ограничение». В отчёте приводятся критерии баланса между свободой слова и государственной и общественной безопасностью. В деле «Коль ха-Ам» БАГАЦ применил критерий «несомненной уверенности» (near certainty) для оценки угрозы общественной безопасности в случае, когда власти пытались скрыть критику по отношению к себе. В деле «Шницера» этот критерий был распространён на случай, когда речь шла о публикации информации, которая могла помочь противнику в нанесении ущерба государственной безопасности. Комиссия Винограда высказала мнение, что геостратегическое положение Израиля обязывает запрет публикации, способной нанести реальный ущерб безопасности, и применение критерия «разумной уверенности» (reasonable certainty), который является более низкой вероятностной оценкой возможности ущерба безопасности, чем «несомненная уверенность». Критерий «разумной уверенности» был установлен Верховным судом в деле «Тененбойма», когда обсуждалась возможность того, что раскрытие информации поставит под угрозу человеческую жизнь.
К ограничениям на свободу прессы в Израиле можно отнести:
- Лицензии на печатные СМИ и полномочия министра внутренних дел[25]
- Зависимость Управления телерадиовещания от правительства[26]
- Монополия государства на новостные передачи[26]
- Статус «Галей ЦАХАЛ»
- Статус Учебного телевидения
- Перекрёстная собственность на СМИ
- Концессии на коммерческое вещание
- Контроль рекламного рынка
- Декрет о прессе от 1933 года[25]
- Декрет о кинофильмах от 1927 года
- Постановления об обороне (чрезвычайном положении) 1945 года[27]
- Случаи закрытия СМИ
- Существование оппозиционных СМИ
- Военная цензура[28]
- Комиссия редакторов[29]
- Совет по контролю над фильмами и театральными постановками
- Sub judice (дело на рассмотрении суда)[30]
- Постановление о борьбе с терроризмом 1948 года
- Закон о защите частной жизни 1981 года
- Закон о запрете злословия 1965 года
- Запреты на отдельные публикации:
  - Подстрекательство к расизму
  - Призыв к насилию
  - Оскорбление религиозных верований или убеждений
- Запрет на публикацию информации о несовершеннолетних
- Условия получения удостоверения журналиста
- Журналистская этика
- Сокращение госфинансирования организаций, действующих против принципов государства[31]

## Новые законодательные ограничения
В 2010—2011 годах израильским парламентом было принято несколько законов, которые иногда воспринимаются как попытки ограничения свободы слова в Израиле
В июле 2011 года был принят Закон о предотвращении ущерба Государству Израиль посредством бойкота, согласно которому предусмотрены санкции против призывающих бойкотировать израильские организации. Некоторые депутаты Кнессета придерживаются мнения, что закон не покушается на свободу слова, а всего лишь даёт возможность потребовать возмещение ущерба, нанесённого бойкотом. Организация «Гуш Шалом» подала БАГАЦ с просьбой отменить закон. В апреле 2015 года БАГАЦ признал правомочным Закон о предотвращении ущерба Государству Израиль посредством бойкота от 1911 года[уточнить]. Вместе с тем, Верховный суд отменил положение закона, допускавшее компенсации пострадавшим от бойкота без доказательства размеров причинённого им ущерба. В решении суда было отмечено, что призыв к бойкоту является нарушением свободы слова, так как имеет место попытка навязать мнение посредством экономического или другого давления и угроз.
В марте 2024 года был принят «Закон об Аль-Джазире», в котором говорится, что с одобрения премьер-министра, правительства или кабинета министров можно действовать против иностранного канала, который наносит вред стране и её безопасности. Закон внес министр связи Шломо Караи. Доступ к веб-сайту «Аль-Джазиры» в Израиле заблокирован.

## Оценки свободы слова в Израиле

### Отчёт организации «Freedom House» о состоянии свободы прессы
Согласно отчёту Freedom House Израиль получил сравнительно высокий рейтинг (самый высокий в своём регионе — Ближнем Востоке и Северной Африке) свободы прессы и является единственной «свободной» страной региона. Отмечая плюрализм и свободу СМИ в Израиле, авторы отчёта высказывают определённую критику в его адрес, но объясняют отдельные случаи ограничения передвижения продолжающимся конфликтом Израиля с палестинскими группировками и некоторыми соседними странами. В отчёте сказано, что основанием ограничения свободы слова служат законы, среди которых Постановление о борьбе с терроризмом, запрещающее поддержку террористических организаций, призывающих к уничтожению Израиля. Отмечены случаи отказа в аккредитации иностранных журналистов, а также запрет на их въезд в Сектор Газа в период проведения операции «Литой свинец». Израильским журналистам, как и другим гражданам страны, требуется разрешение на посещение Сектора Газа и въезд во «враждебные» государства такие, как Ливан и Сирия. В отчёте отмечено, что большинство израильских газет проявляют независимость, некоторые из них свободно критикуют политику правительства и смело освещают случаи коррупции. Несмотря на широкий выбор вещательных СМИ, собственность в этом секторе, по мнению Freedom House, слишком сконцентрирована. В отчете 2011 года Израиль (наряду с Индией, Италией и Южной Африкой) назван страной «с устоявшейся демократией», где свобода слова попадает «под давление».

### Индекс свободы прессы организации «Репортёры без границ»
Организация «Репортёры без границ» ежегодно публикует Индекс свободы прессы, в котором указан рейтинг разных стран в области свободы прессы и их место в Индексе. Ниже приводятся данные о позиции Израиля в Индексе со времени начала его публикации в 2002 году:
| Год   | 2002 | 2003 | 2004  | 2005 | 2006 | 2007 | 2008 | 2009 | 2010 |
| Место | 92   | 44   | 36-37 | 47   | 50   | 44   | 46   | 93   | 86   |
| ----- | ---- | ---- | ----- | ---- | ---- | ---- | ---- | ---- | ---- |

В 2009 году Израиль занял в Индексе 93 место. Рейтинг Израиля упал после того, как он в течение нескольких лет занимал более высокие места. Снижение оценки объясняется цензурными ограничениями во время военной операции «Литой свинец» в секторе Газа. «Репортёры без границы» упоминает в этом отчёте аресты 5 журналистов, некоторые из которых, по мнению организации, были «абсолютно не законными». Трое из этих журналистов были осуждены за предоставление информации врагу, двое других высланы после того, как проникли в Газу на корабле. Рейтинг Израиля был установлен на основании вопросников, заполненных журналистом Гидеоном Леви, представительницей «Репортеров без границ» Соазиг Долле и ещё тремя людьми, пожелавшими остаться неизвестными.
В 2010 году Израиль занял 86 место. Улучшив свои позиции в Индексе свободы прессы, Израиль однако не повторил свои прежние более высокие показатели.

### Рейтинг свободы прессы организации «World Audit»
В опубликованном организацией «World Audit» рейтинге 150 стран по состоянию демократии и свободе прессы на декабрь 2011 года Израиль занял 36 место в мире по свободе прессы и 31 место по состоянию демократии. Рейтинг свободы прессы Израиля, публикуемый этой организацией с 2000 года, колеблется в диапазоне от 36 до 43 места, что свидетельствует о довольно высоком и стабильном уровне свободы прессы. Однако следует обратить внимание на то, что Израиль занимает более низкое место по признаку свободы прессы, чем по состоянию демократии в целом. Позиция Израиля в Индексе свободы прессы, публикуемом организацией «Репортёры без границ», существенно отличается от приведённых здесь результатов, что, видимо, объясняется использованием «World Audit» другой исследовательской методологии.

### Публикации организации «Международная амнистия»
В своих сообщениях организация «Международная амнистия», известная непропорционально частыми осуждениями Израиля, жестко критикует «антибойкотный» закон 2011 года (вернее Закон о предотвращении ущерба Государству Израиль посредством бойкота) и закон о государственном финансировании организаций (вернее Закон об основах бюджета (поправка № 40)), называя последний «лишь одним из примеров законодательной деятельности Кнессета, которые являются серьёзным нападением на свободу выражения в Израиле».
Верховный суд Израиля отклонил иск об отмене некоторых положений закона о государственном финансировании организаций и тем самым не подтвердил утверждения организации «Международная амнистия» по поводу нарушения свободы слова. «Антибойкотный» закон находится на рассмотрении Верховного суда и будет преждевременным подводить итог разногласиям между Международной амнистией и израильским законодателем.

### Публикации организации «Хьюман Райтс Вотч»
В одной из своих публикаций организация «Хьюман Райтс Вотч», проявляющая предвзятость по отношению к Израилю, критикует «антибойкотный» закон, считая, что он нарушает свободу выражения, однако этот закон пока находится на рассмотрении Верховного суда Израиля.